# Turbanella subterrenea
Turbanella subterrenea är en djurart som tillhör fylumet bukhårsdjur, och som beskrevs av Adolf Remane 1934. Turbanella subterrenea ingår i släktet Turbanella och familjen Turbanellidae. Inga underarter finns listade i Catalogue of Life.